# Abbaye d'Altorf
L'abbaye d'Altorf (Bas-Rhin) était un monastère qui fut occupé par les bénédictins de 974 à 1790. Fondé en 974 par le comte d'Eguisheim. Pillée à plusieurs reprises depuis la guerre des paysans (1525) jusqu'à la fin de la guerre de Trente Ans (1648). En 1606, l'affiliation à la Congrégation de Bursfelde est ratifiée. Incorporée en 1624 à la congrégation bénédictine de Strasbourg. Elle a été supprimée par la Révolution française de 1789.

## Localisation
Altorf, village alsacien du canton de Molsheim (Bas-Rhin) situé sur la RD 393 de Strasbourg direction Molsheim. Possibilité de prendre l'A35 à Strasbourg, direction Saint-Dié-des-Vosges, sortie Dorlisheim.

## Histoire

### Fondation de l'abbaye

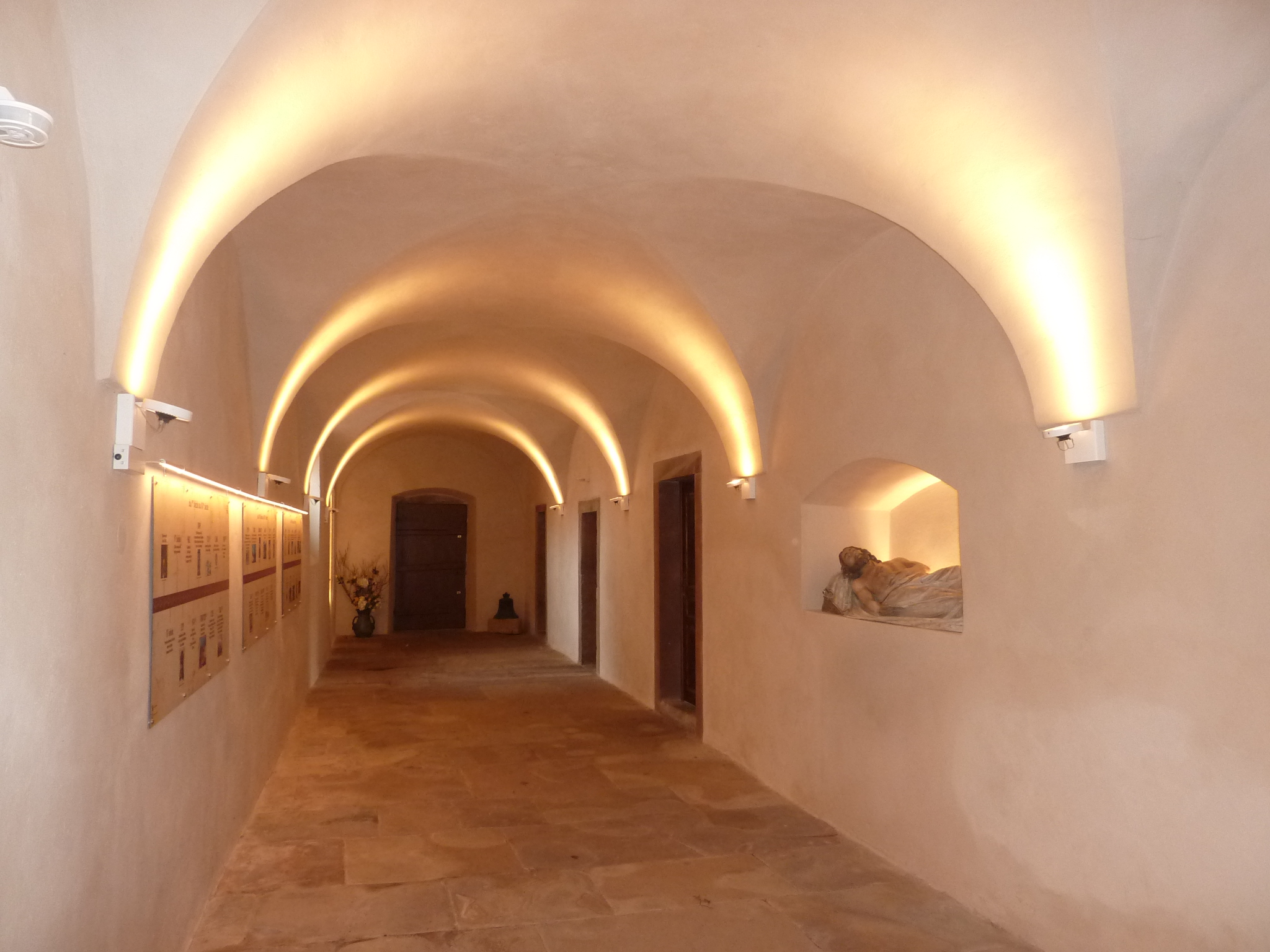
Cloître d'Altorf (2017)

L'abbaye bénédictine d'Altorf fut fondée par Hugues IV de Nordgau, comte d'Eguisheim et la comtesse Helwilde sa femme, faisant partie de la famille dont est issu le pape Léon IX. La chapelle est consacrée en 974 par l'évêque de Strasbourg, Erchenbald, en présence de l'abbé de Cluny, Maïeul.
Elle devait constituer un des lieux de sépulture de la famille fondatrice. Cette abbaye jouit, selon la tradition du droit de battre monnaie dès le règne d'Otton Ier empereur romain germanique de 936 à 973. L'empereur Frédéric Ier reconnut expressément ce droit par une charte de 1153. Les monnaies à l'effigie ou au nom de saint Cyriaque doivent lui être attribuées. Ses droits monétaires furent d'ailleurs abandonnés dès le XIIIe siècle aux évêques de Strasbourg, siégeant dans leur établissement de Dachstein et ensuite à Molsheim.

### Léon IX consacre l'autel
Au milieu du XIe siècle le pape Léon IX consacra l'autel et offrit des reliques dont le bras de saint Cyriaque à l'abbaye d'Altorf. Dès lors, ce dernier devint le patron principal de l'abbaye, supplantant ceux de la dédicace du Xe siècle : saint Barthélemy et saint Grégoire le Grand. L'église renfermait autrefois les tombeaux des ancêtres du pape Léon IX et de la maison de Lorraine.

### Des travaux dès le (XIIesiècle)
Des travaux furent entrepris, peut-être à l'époque de l'abbé Otton que des textes mentionnent de 1133 à 1145, car une description de l'abbatiale entreprise vers 1696 mentionne outre une abside couverte d'un simple cul-de-four, un espace où se trouvait une figure sculptée représentant cet abbé. Ces parties auraient par la suite vers 1175-1180 été englobées dans la construction d'une nouvelle abbatiale. De cette époque subsiste encore la nef qui fut probablement achevée vers 1220. L'évêque Henri II de Veringen en route vers Altorf consacra plusieurs autels de l'abbaye.

### Une chapelle dédiée à saint Michel
Une chapelle dédiée à saint Michel est attestée par une lettre de confirmation du pape Célestin III vers 1192, ainsi que par un résumé du XIIe siècle. La bulle pontificale ne cite pas de communauté de religieuses existante à cette époque. Une charte de Henri III de Stahleck en 1251 mentionne un monastère de moniales fondé par un abbé de l'abbaye de Saint-Cyriaque. Le document ne précise ni le nom ni l'année de sa fondation. Il est vraisemblable que ce monastère de moniales a été fondé quelques années après celui des moines de l'abbaye de Saint-Cyriaque. La chapelle et le monastère étaient situées dans la cour franche de l'abbaye, à l'intérieur même de la villa ou du village d'Altorf. Cette cour faisait partie de la première donation des Eberhardiens. Cette chapelle a été consacrée en l'honneur de saint Michel l'archange. Les religieuses qui habitaient le monastère assuraient le service liturgique avec l'assistance et la direction de quelques moines. Cette communauté de moniales a disparu lors de la destruction du village d'Altorf et de l'abbaye Saint-Cyriaque en 1262 par les troupes strasbourgeoises en révolte contre l'évêque. La chapelle et le monastère de Saint-Michel possédaient une dotation de biens propres. Ces revenus furent incorporés aux prébendes des moines de Saint-Cyriaque lors de la suppression en 1251. Ce petit monastère de moniales devait se situer dans le village même d'Altorf où sont situées les vignes. Lors des fouilles du XVIIIe siècle on a trouvé des découvertes archéologiques. On y a trouvé des fondations et des ruines antérieures qui pourraient être l'emplacement du monastère des moniales de Saint-Michel.

### L'atelier monétaire
L'atelier monétaire de l'abbaye remonte à une concession faite par l'empereur Otton III vers 999. Le droit de monnayage fut confirmé par un diplôme du pape Léon IX de 1050 et par une charte de l'empereur Frédéric Ier de 1153. L'officine cessa son activité en 1296. Il fut rouvert pour un court laps de temps après 1300. Ses droits passèrent à l'atelier numismatique de l'évêque de Strasbourg.

### L'église abbatiale
La nef romane de l'église Saint-Cyriaque date entre le XIIe siècle et XIIIe siècle, le transept et le chœur baroque de 1725. Dans le collatéral sud existe un baptistère du milieu du XVe siècle et sur un des autels latéraux (côté nord) un reliquaire en bois sculpté représentant le buste de saint Cyriaque. La tête paraît avoir été renouvelée ; la poitrine du saint est couverte de plaques de métal dont les dessins en relief accusent le XIIIe siècle.

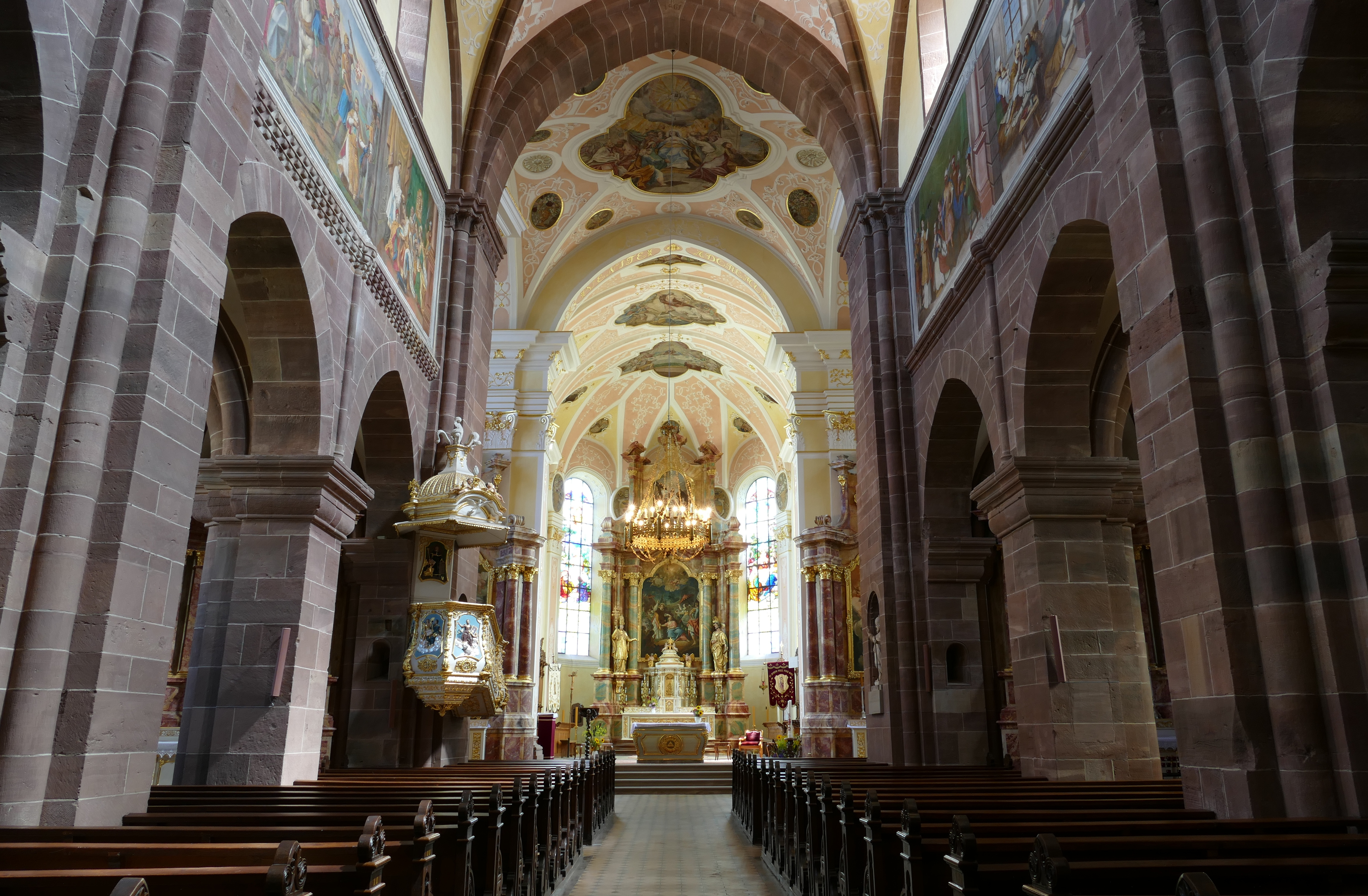
Vue intérieure de la nef vers le chœur.
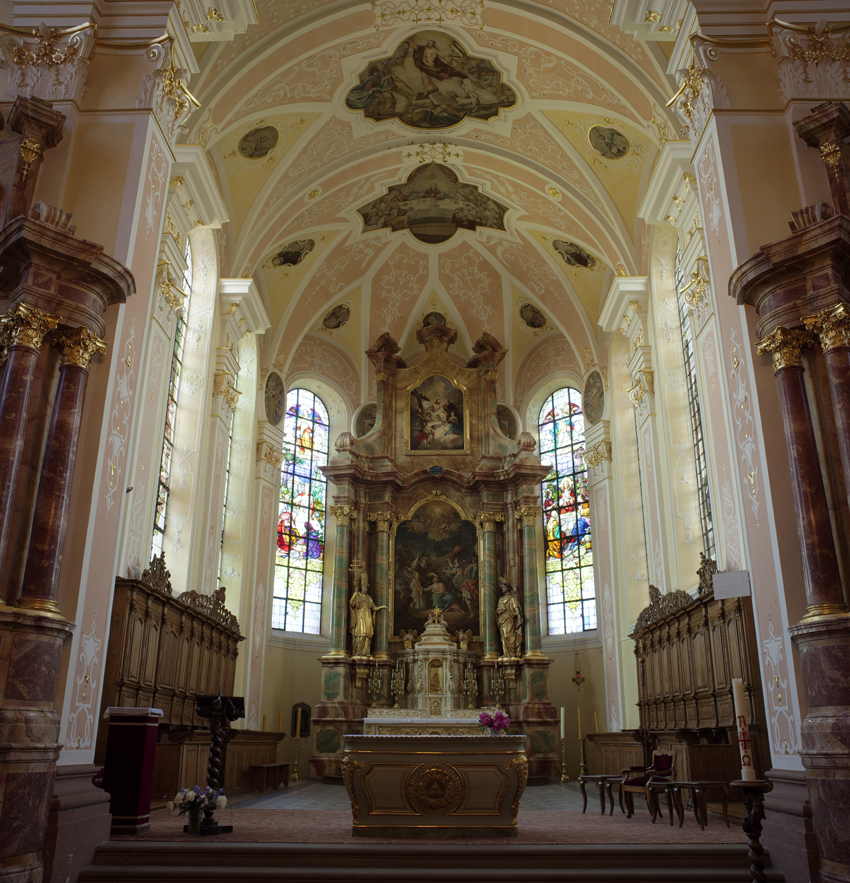
Le chœur baroque avec maître-autel et stalles.
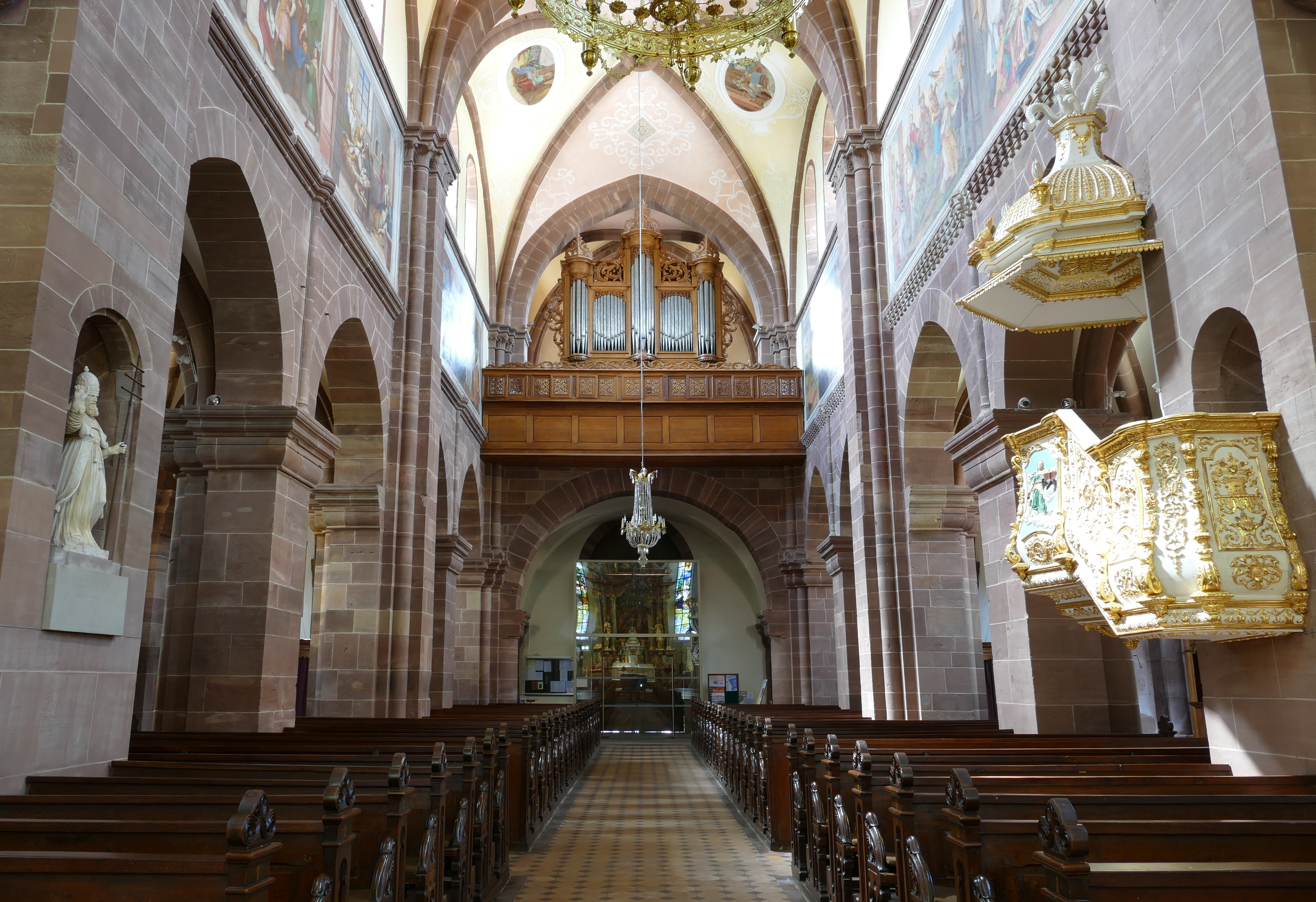
Vue intérieure de la nef vers la tribune d'orgue.
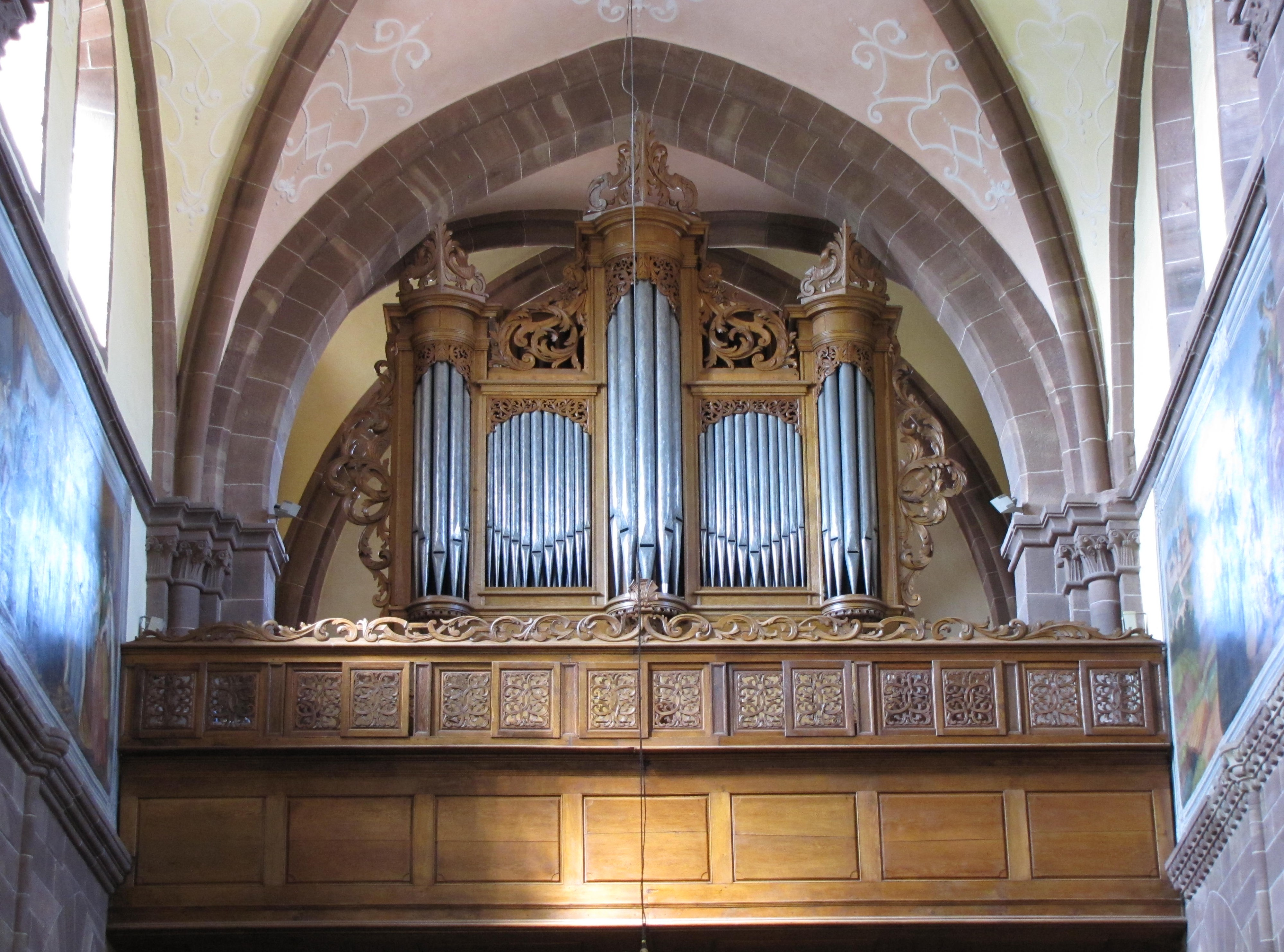
Orgue André Silbermann (1729).
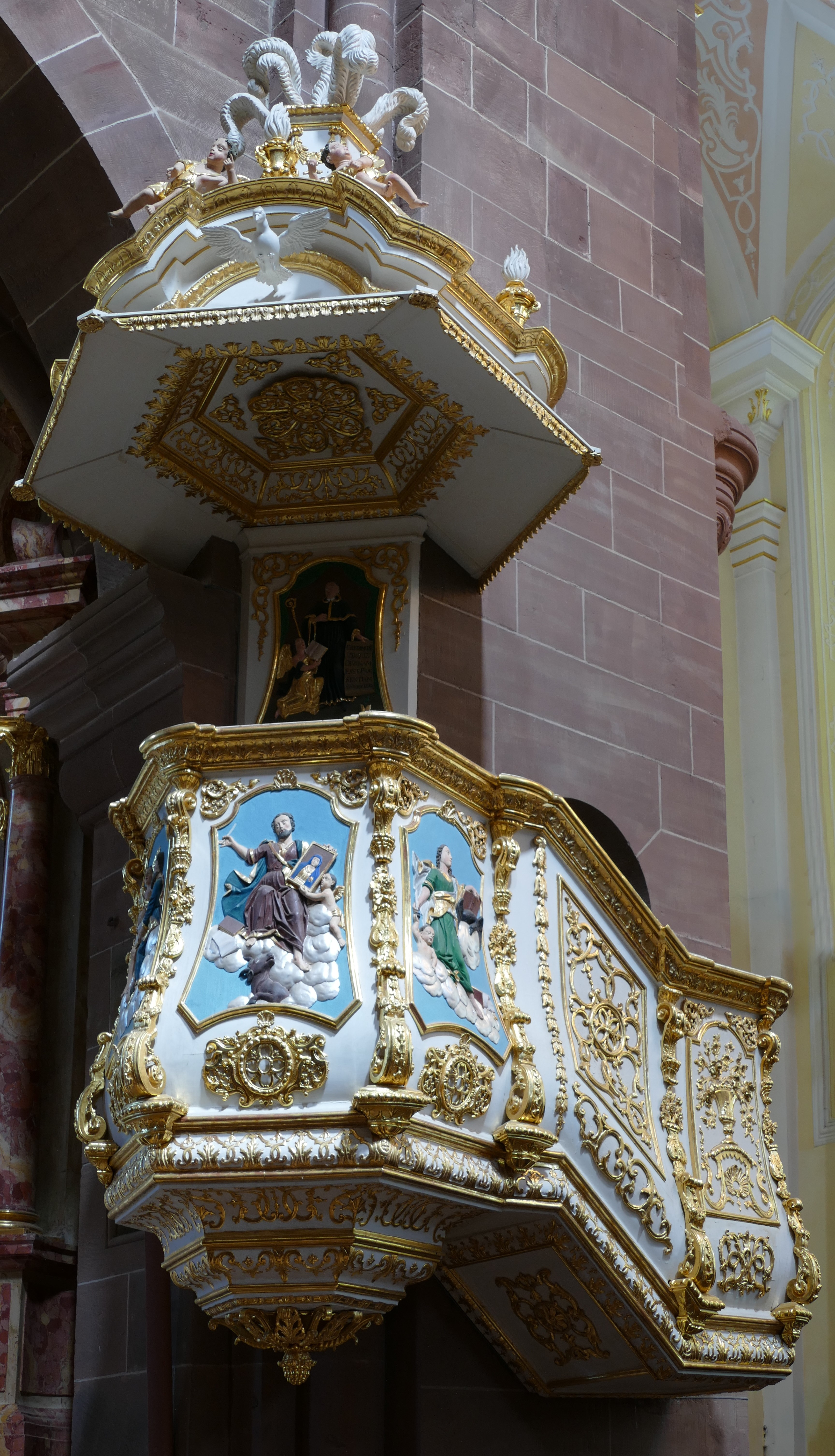
Chaire à prêcher (XVIIIe siècle).
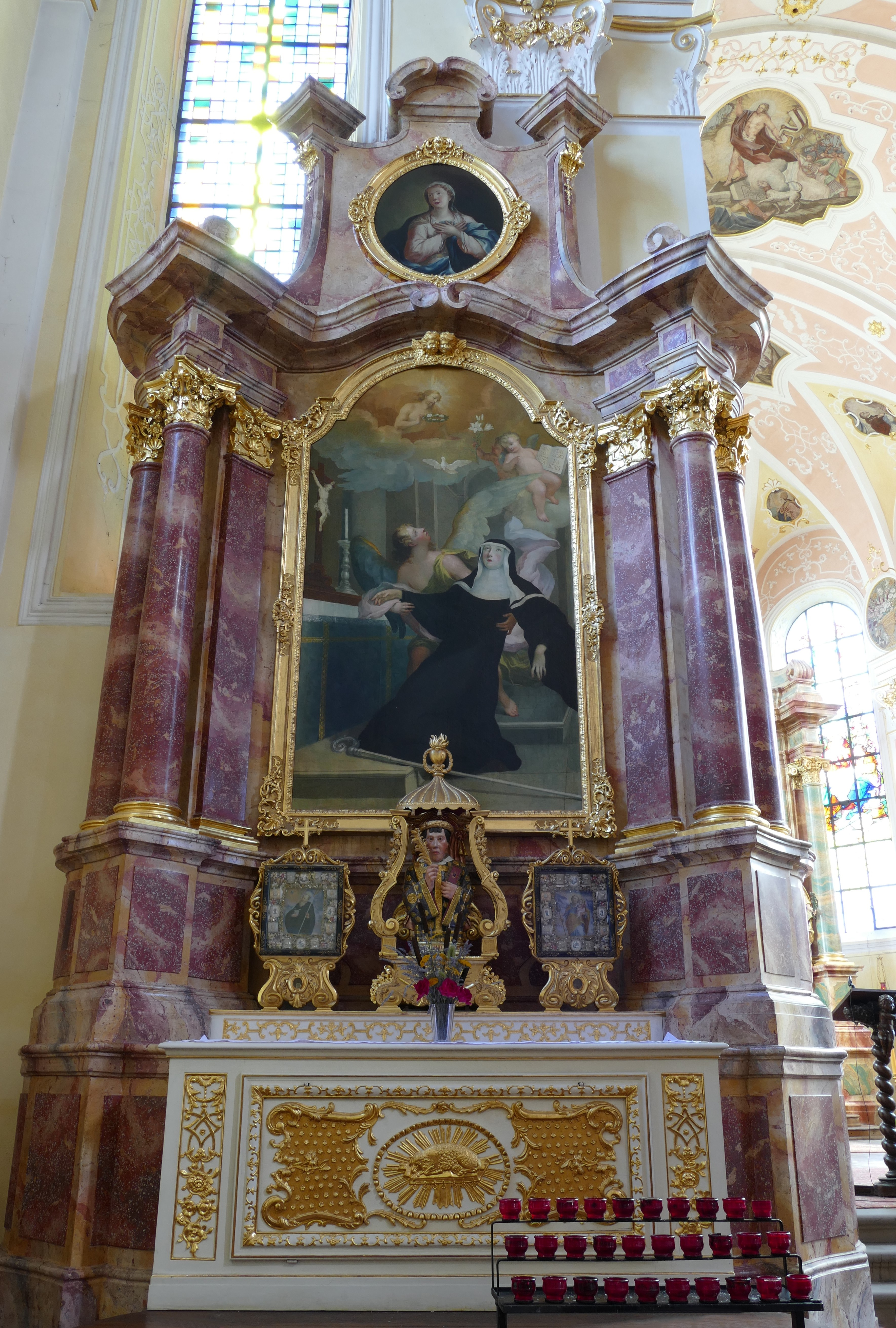
Autel de sainte Scholastique (1730).
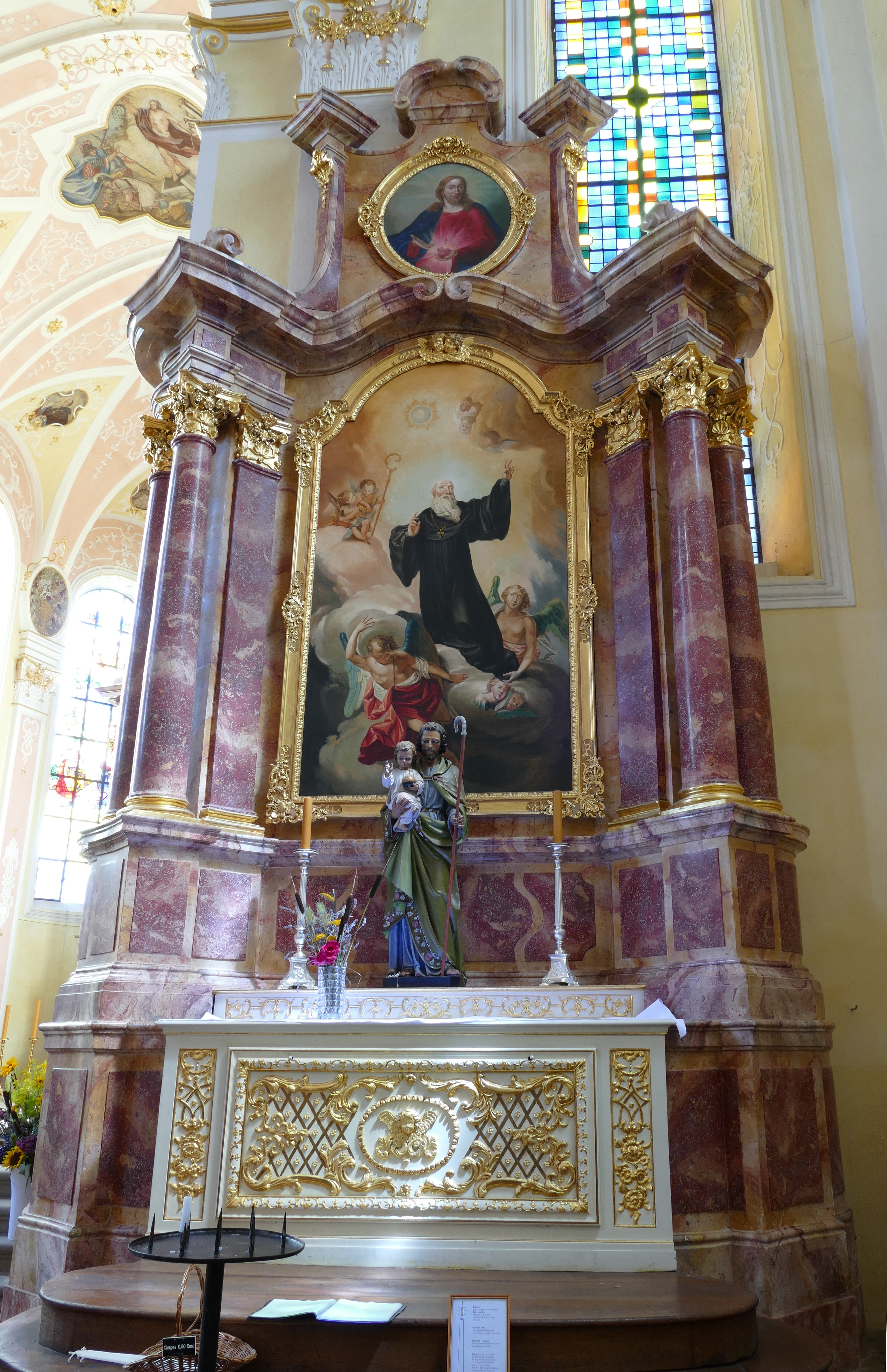
Autel de saint Benoît (1730).
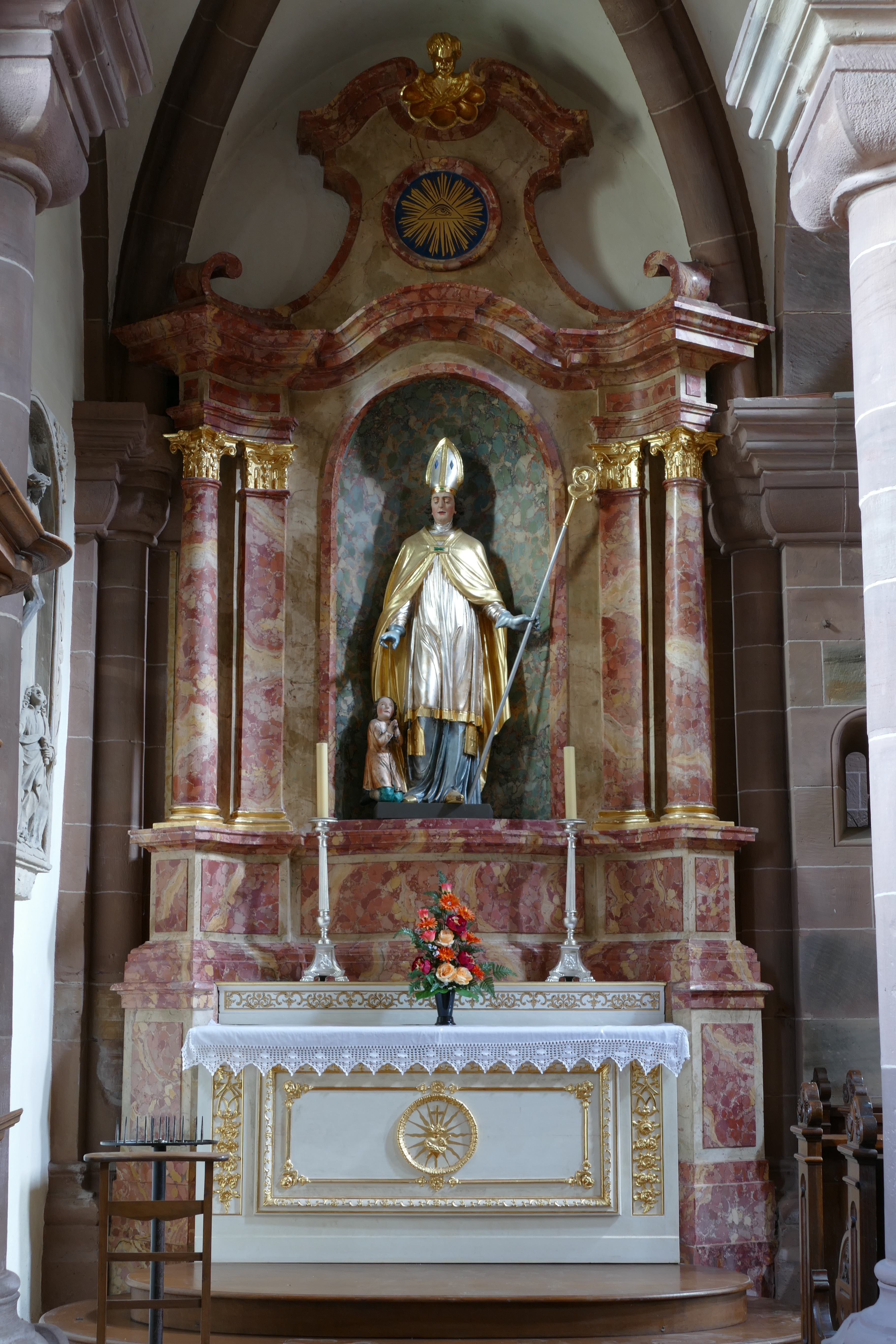
Autel de saint Blaise (1733).
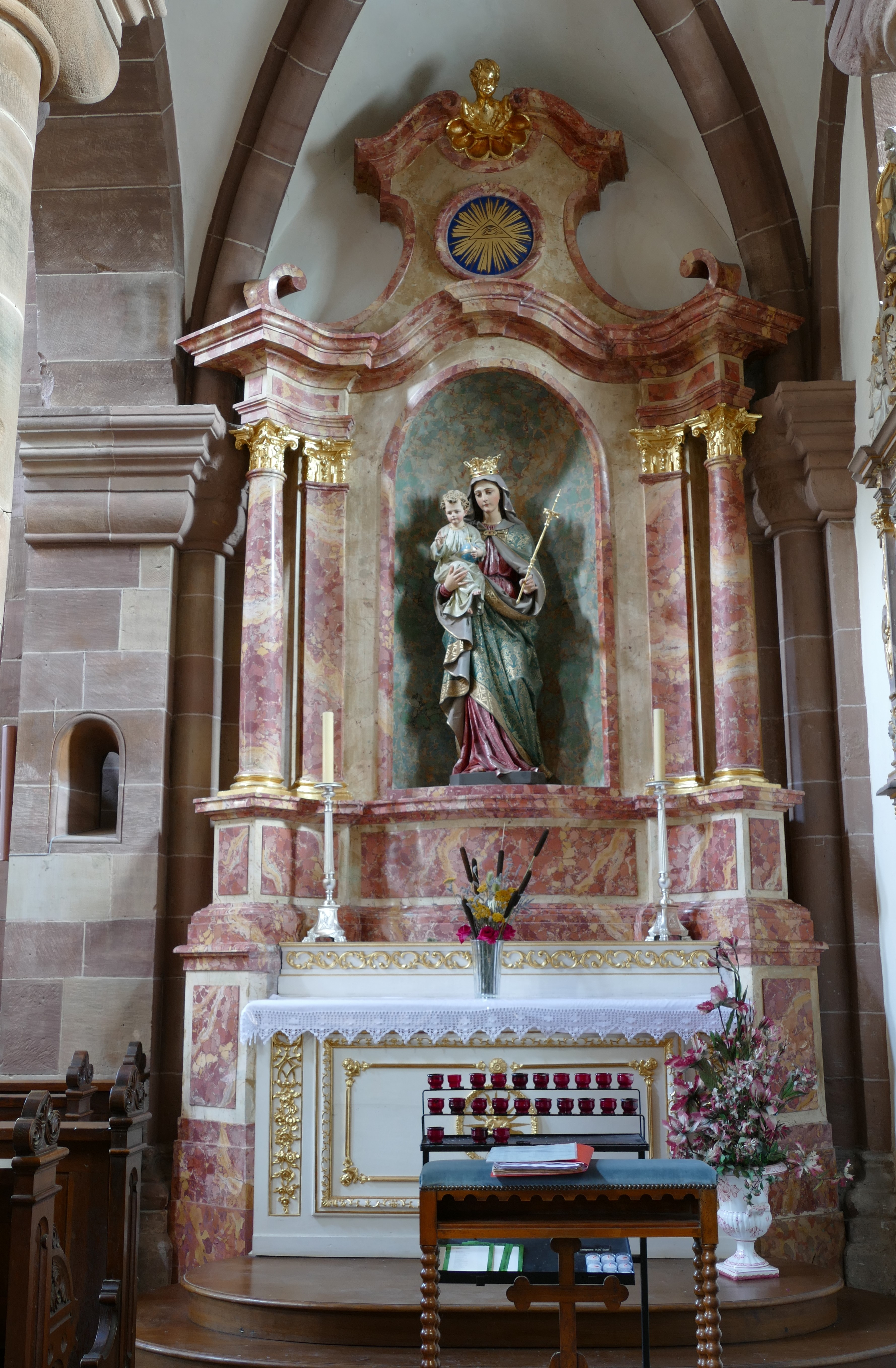
Autel de la Vierge à l'Enfant (1733).
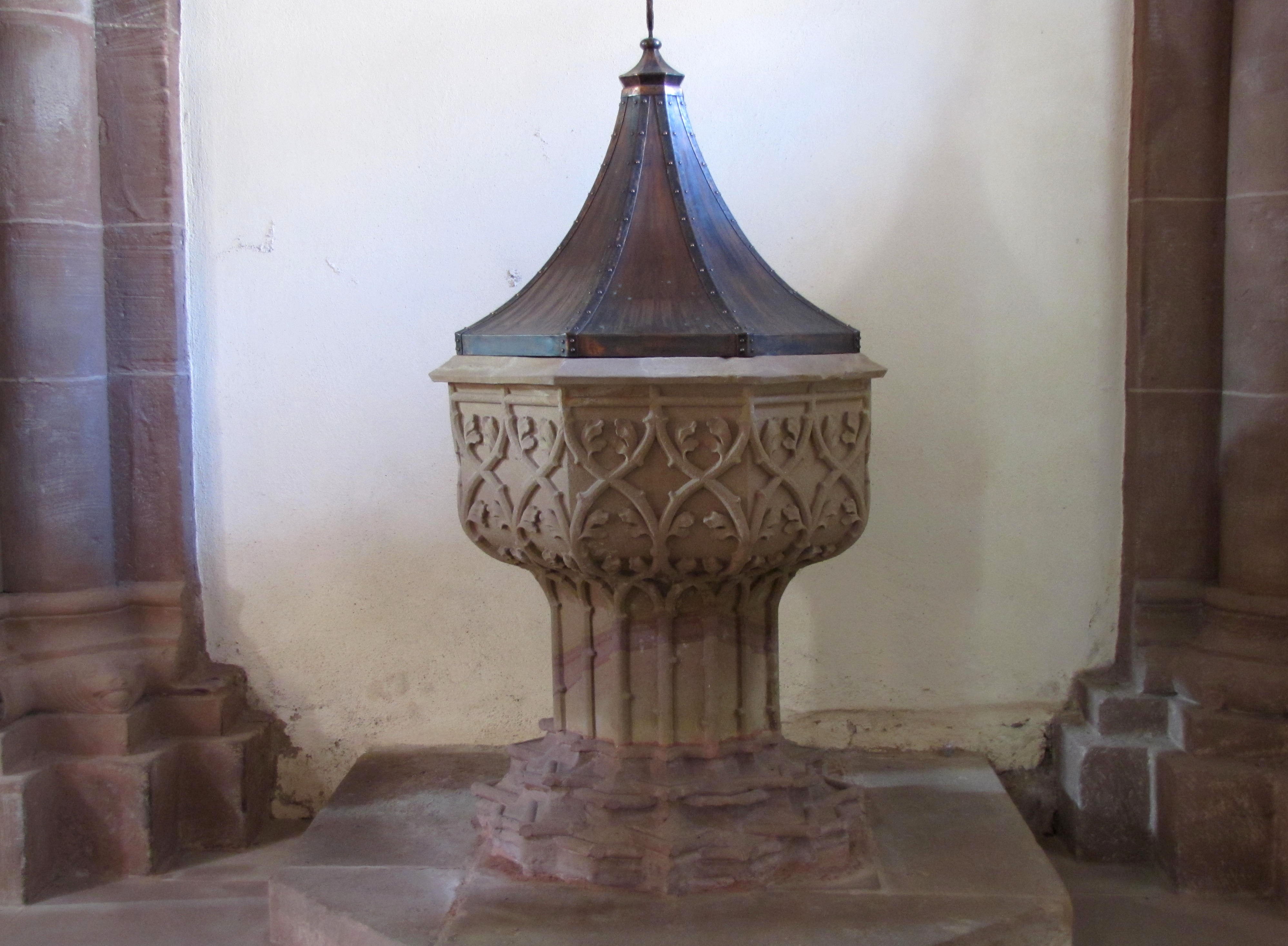
Fonts baptismaux gothique (XVe siècle).

### Le buste reliquaire de saint Cyriaque

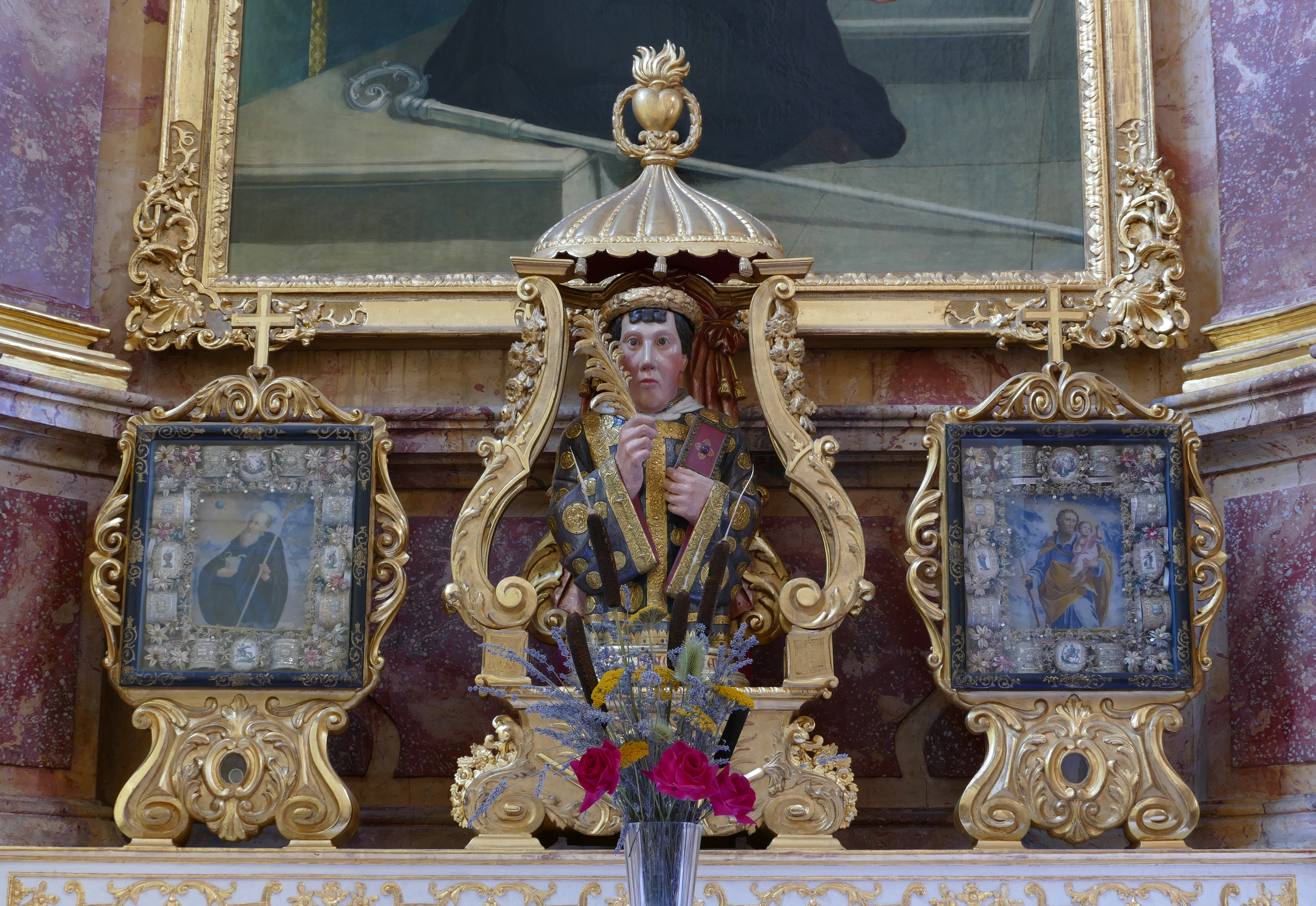
Buste-reliquaire de saint Cyriaque (XIIIe siècle{s-

Le buste de saint Cyriaque constitue la richesse majeure de l'église. Le tronc en chêne du XIIe siècle abrite les reliques dans son buste, de même sans doute certaines bandes métalliques. Le pape Léon IX lors de son passage à Altorf a rapporté une relique de saint Cyriaque, "un bras". Lors de la première moitié du XIIIe siècle, le buste fut revêtu partiellement de lames d'argent, puis par la suite des médaillons en cuivre doré. À l'origine, le reliquaire était abrité dans une cavité céphalique obturé par la calotte crânienne. Par la suite on pratiqua dans le dos une cavité rectangulaire fermée par un portillon pour y loger des reliques et la calotte crânienne fut collée. En 1883-1884, ainsi qu'en témoigne l'inscription peinte sur le socle ajouté à cette date, le buste fut restauré par Martin Vogeno d'Aix-la-Chapelle, car il ne restait plus qu'un tiers des plaques d'argent et des médaillons manquaient. L'exposition à baldaquin sur laquelle est disposé le buste date des environs de 1730. Le socle présente une lunette qui montre une ou plusieurs reliques, entourée de palmes et de deux instruments du martyre du saint sculptés en bas relief. Les deux reliquaires qui encadrent le buste représentent saint Benoît et saint Joseph portant l'enfant. Ils datent à peu près de la même époque que l'exposition du buste de saint Cyriaque, le saint patron de l'abbaye, et supplantent ceux de la dédicace du Xe siècle : saint Barthélemy et saint Grégoire Ier. Depuis lors l'abbaye est devenue un lieu de pèlerinage pour les épileptiques, les fiévreux et les malades des nerfs.

### Des reconstructions souvent nécessaires
L'abbaye connaîtra bien des avatars, en particulier pendant la destruction du village et de l'abbaye en 1265 par les troupes strasbourgeoises en révolte contre l'évêque de Strasbourg, les guerres des Paysans (1525) et de Trente Ans (1618-1648): des reconstructions furent régulièrement nécessaires, comme en témoignent quelques vestiges lapidaires réemployés. Les dernières reconstructions remontent à la première moitié du XVIIIe siècle. Albert Regutz, Italien d'origine établi à Obernai, fut chargé en 1707 de la reconstruction du bâtiment comportant le logis de l'abbé, l'hôtellerie et la recette parallèle à l'église. En 1715, on confia à Peter Thumb de Brégence (Autriche) la reconstruction des bâtiments conventuels, ce qui entraîna la démolition d'une ancienne chapelle dédiée à saint Grégoire située au nord du transept. En 1724 l'abbé Amand Zimmermann fit appel au même maître d'œuvre pour la démolition du chœur et du transept jusqu'aux fondations et leurs reconstructions au goût du jour.

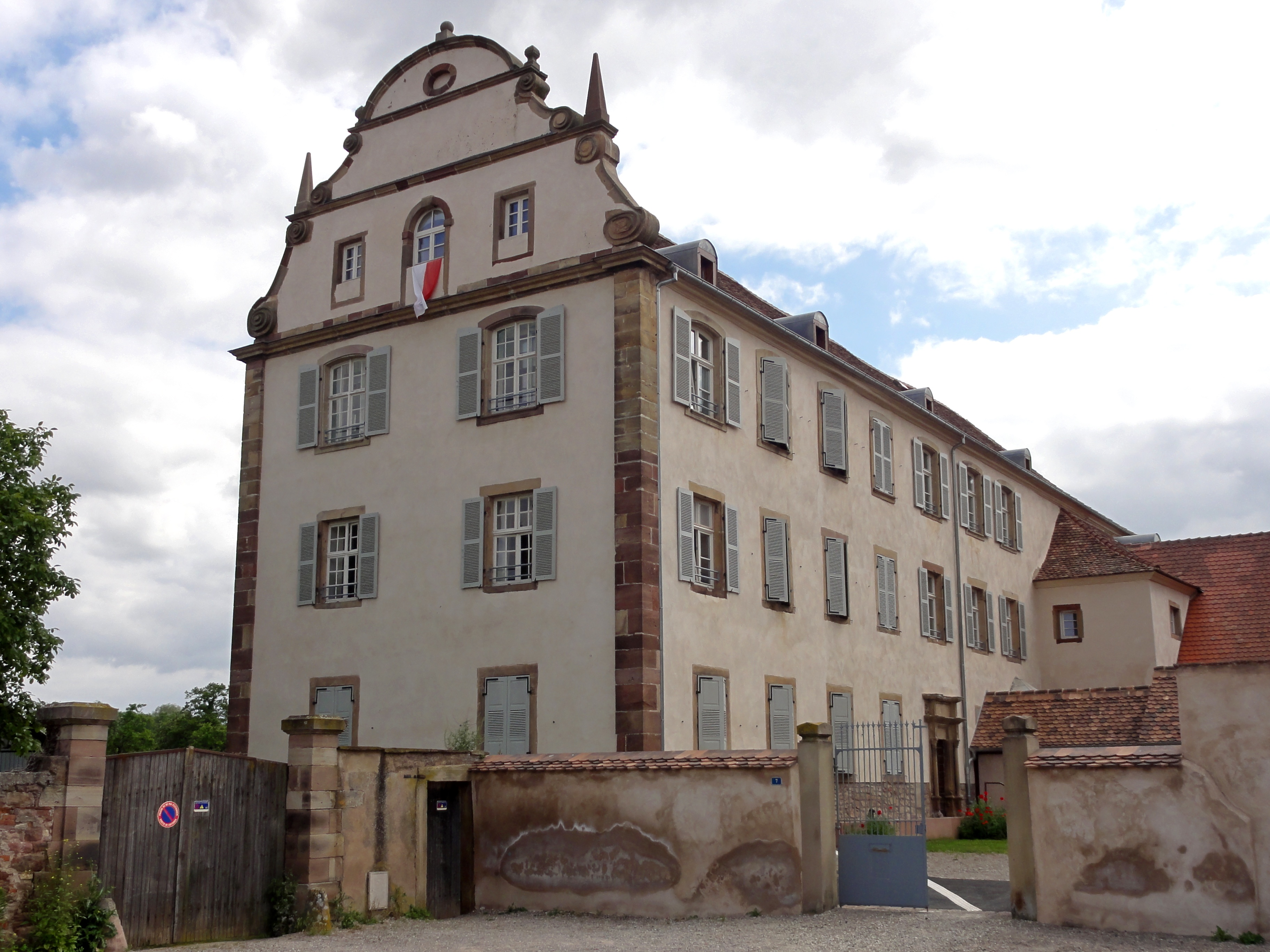
Ancien logis abbatial (XVIIIe siècle), 6, place Saint-Cyriaque.
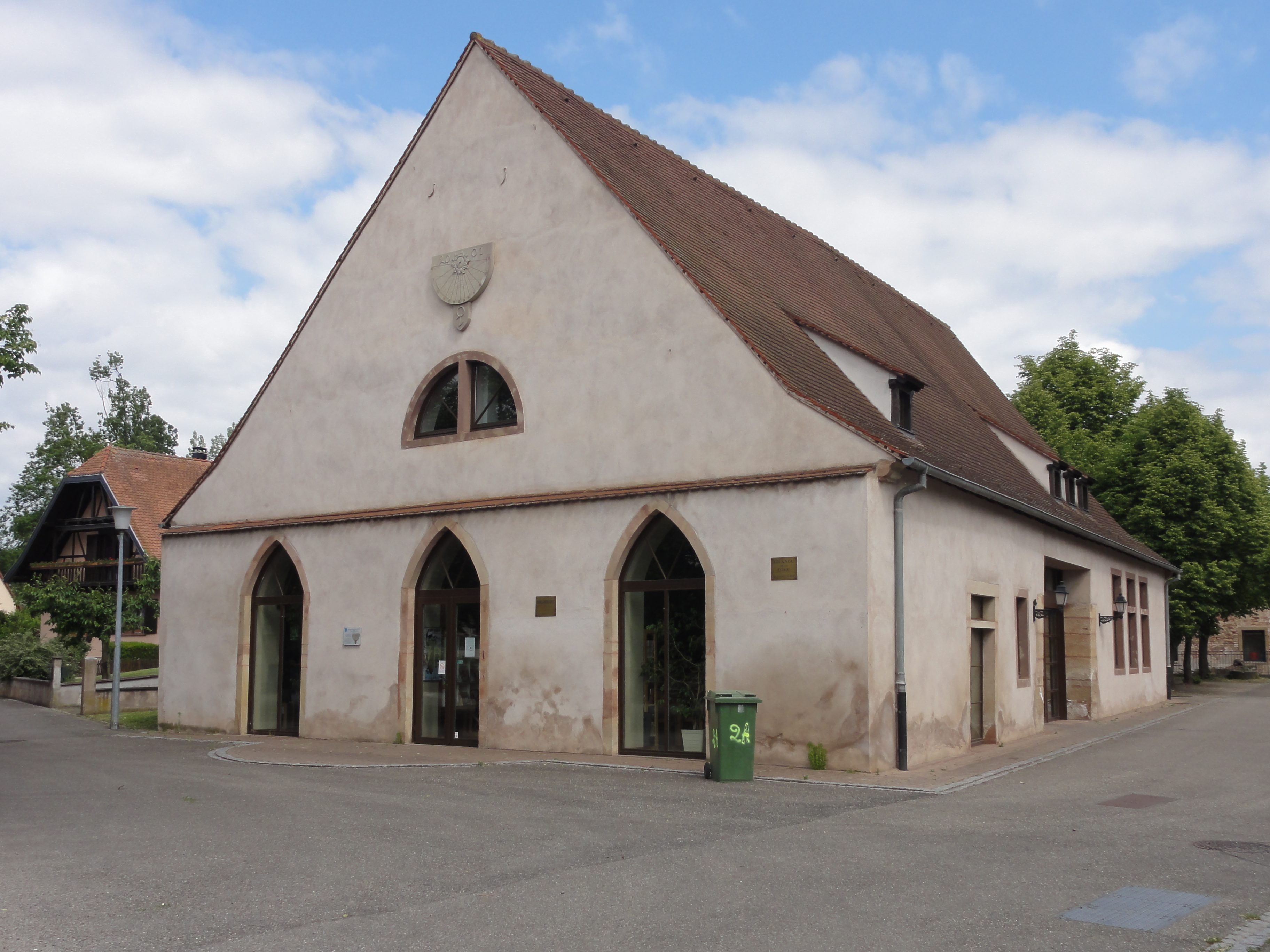
Grange dîmière (XVIIIe siècle), 10 Cour de la Dîme.
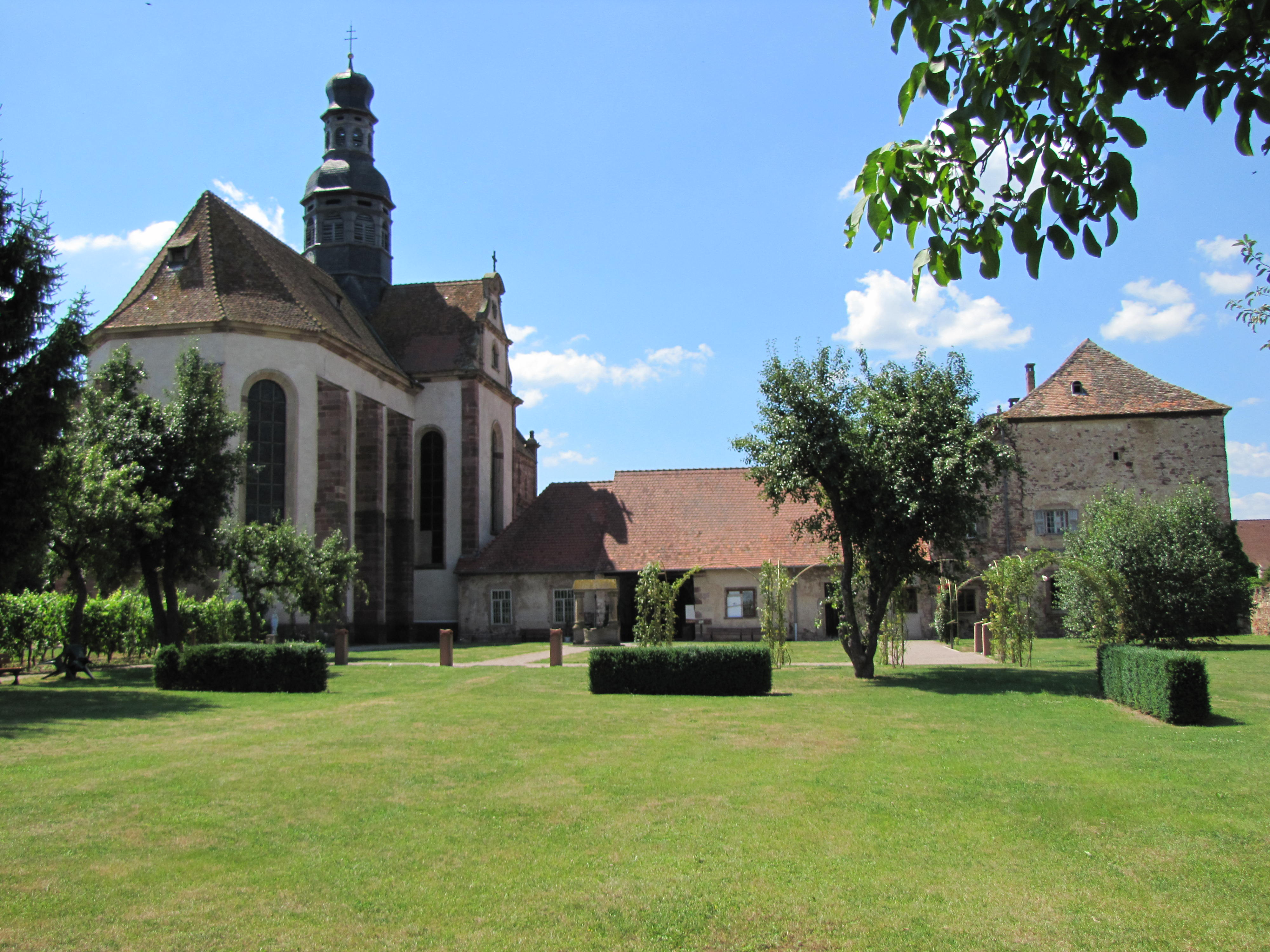
Jardins de l'abbaye.
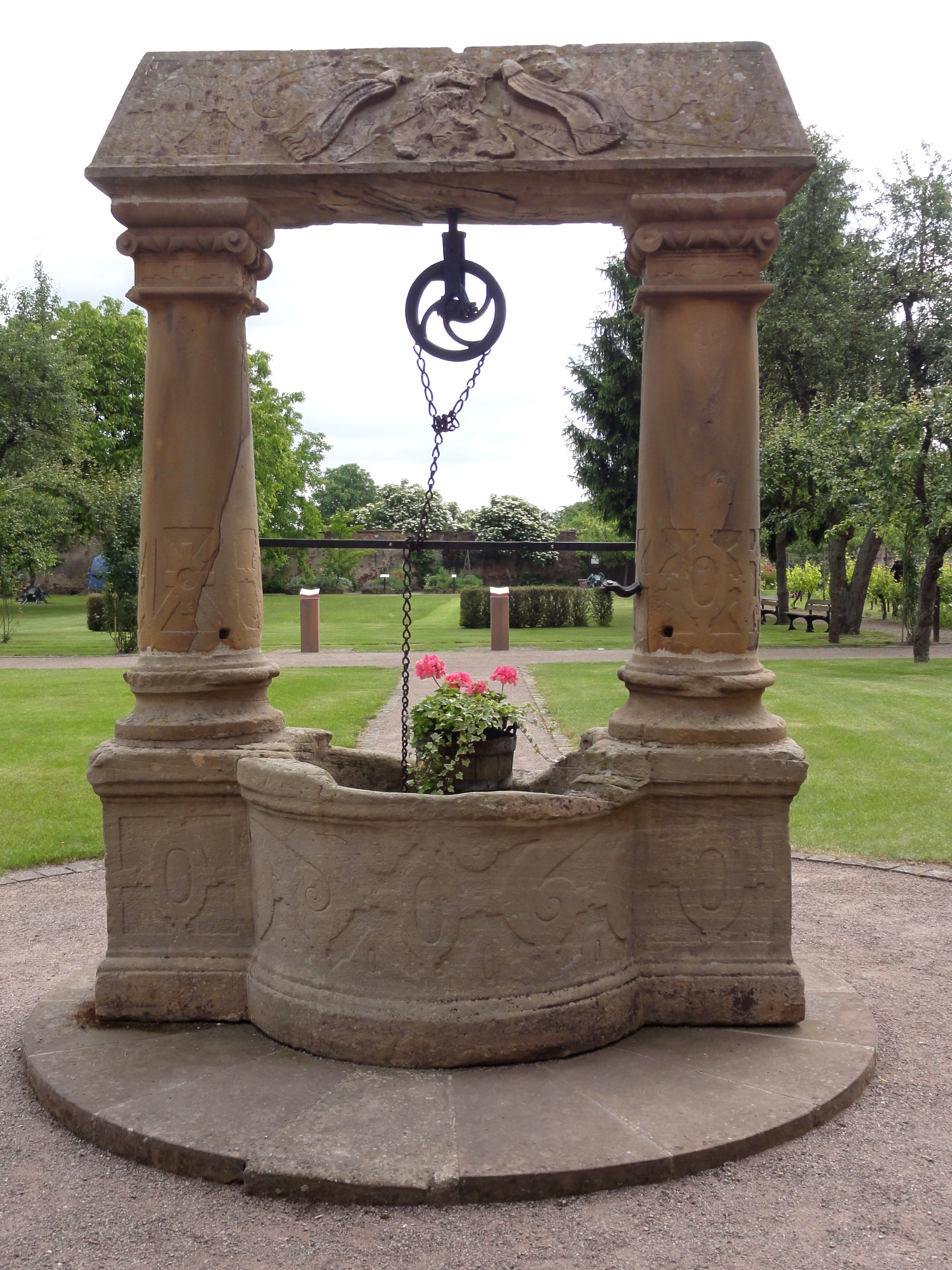
Puits (1600) dans le jardin abbatial.
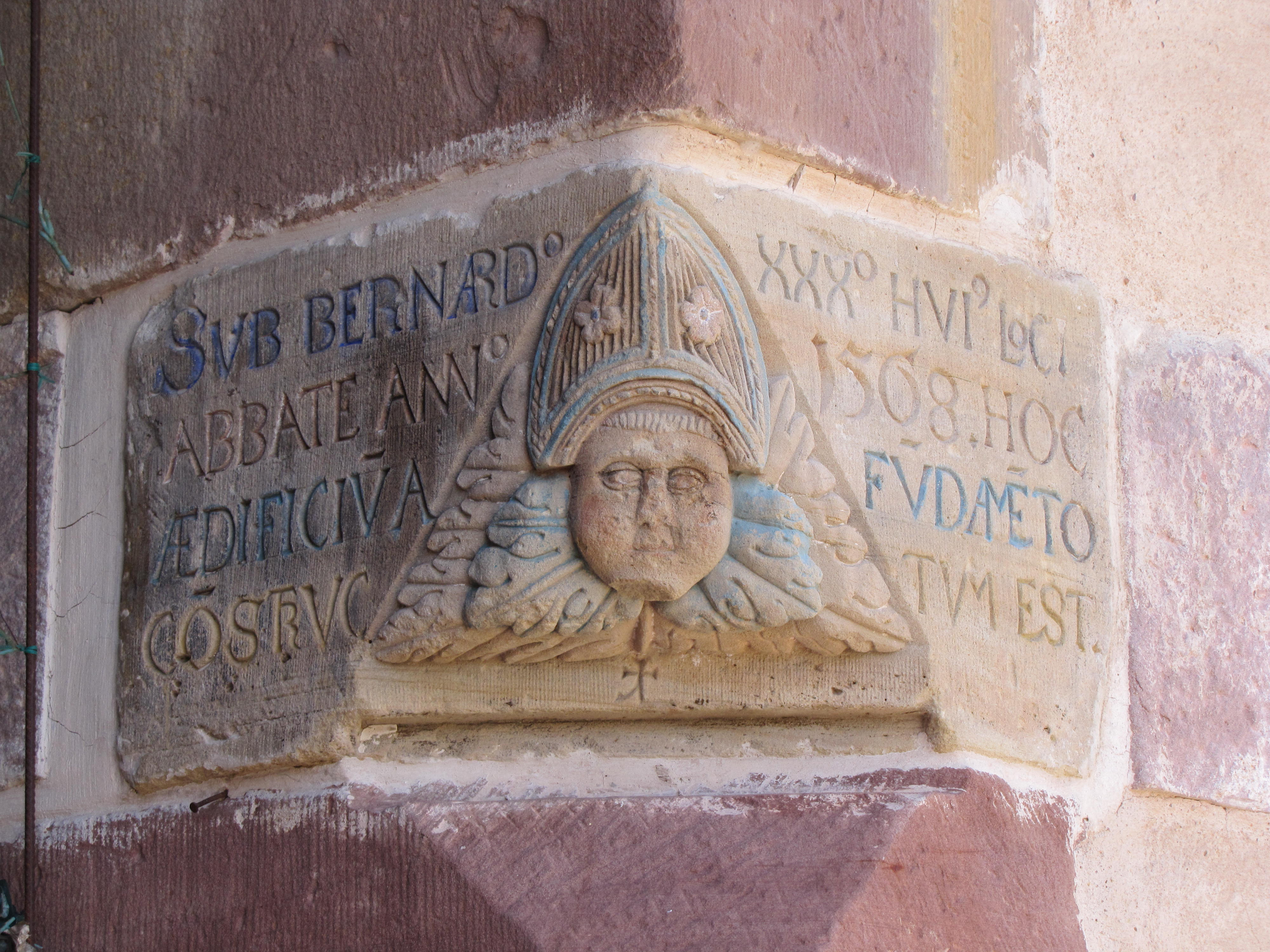
Pierre angulaire (1568) commémorant une construction sous l'abbé Bernhard Muenchberger (1560-1578).

### L'étang de l'abbaye
En 1734, l'étang de l'abbaye situé au milieu du verger, fait l'objet d'importants travaux. On l'élargit, on en nivelle le fond à une profondeur d'environ 1,50 m, puis on creuse jusqu'au ruisseau dit du Muhlbach deux petits canaux d'alimentation et d'évacuation, qu'on couvre ensuite de dalles de pierres. Enfin on construit deux viviers en pierre de taille, couverts d'une grille. Un troisième sera ajouté cinq ans plus tard. La même année, le jardin qui l'entoure est enclos d'un haut mur. À l'origine, les bénédictins ne mangeaient pas de viande d'animaux quadrupèdes. C'est pourquoi ils avaient dans leur jardin un étang pour l'élevage de poissons. Par la suite la règle fut assouplie et réservée à certaines périodes dont le carême.

### Les jardins du cloître
Derrière le cloître de l'église se trouve un jardin qui était un lieu de détente et de recueillement des moines bénédictins qui y vécurent du (Xe siècle) au (XVIIIe siècle). Un itinéraire jalonné de panneaux explicatifs parcourt le Pomarium, l'herbularius et l'hortus.

### La Révolution
Pendant la Révolution, l'abbaye et l'église furent converties pour quelque temps en hôpital militaire. Le presbytère est une belle construction du (XVIIe siècle).

### Époque contemporaine
L'abbaye bénéficie de protections au titre des monuments historiques : un classement en 1932 du maître autel, une inscription en 1937 de la façade à pignon du presbytère et un classement de l'église paroissiale Saint-Cyriaque en 1983.

## Liste des abbés d'Altorf
Vers 991, le premier abbé d'Altorf, Benno, mourut. Les abbés se succédèrent pendant 800 ans jusqu'à l'abbé Cyriakus Spitz qui assista à la suppression de l'abbaye en 1791. La croix funéraire de Laurent Klein, décédé le 29 août 1732 à l'âge de 77 ans, est encastrée à l'emplacement d'une ancienne porte permettant l'entrée et la sortie du chœur derrière le maître-autel.
- Benno († 10 octobre 991)
- Adeloch († 4 novembre 1032)
- Ingelbert (1032)
- Hartmann († 6 novembre 1083)
- Berthold († 6 novembre 1083)
- Siegfried († 6 novembre 1083)
- Welchio (1083-1097)
- Witbad (1097)
- Walther (1102)
- Diebold (1103)
- Otto (1143-1200)
- Conrad I (1200-1214)
- Jean I (1214-1217)
- Henri I (1217-1228)
- Rudolph (1228-1233)
- Conrad II (1235)
- Heinrich II (1250)
- Jean II (1262-1267)
- Sigmund (1250- décédé le 10 octobre 1301)
- Wolfhelm I (1301)
- Johannes von Burne (1303)
- Heirich von Lampertheim (1322- † en août 1343)
- Wolfhelm II de Hochfelden (1343- décédé en 1345)
- Jean IV de Still († 1350)
- Friedrich II (1351-1383)
- Conrad III (1383 début XVe siècle)
- Heirich III von Lampertheim (1410)
- Johannes Meyer v. (1431)
- Werner (1451)
- Johannes VI von Haguenau (en 1463)
- Friedrih Hesse II ((1492 † 1510)
- Abbé Rilian (1511- † 5 janvier 1550)
- Johannes Kappfel VII († 1553)
- Sigisbert Aricola (1553-1556)
- Laurentius II (1556-1559)
- Bernhardus Münchberger (1560-1578)
- Laurentius II Gutjahr († 29 mai 1592)
- Georg Laubach von Offenbuch (1600-1624)
- Johannes VIII (1624)
- Franz Thomas († 30 décembre 1652)
- Leopold Wilhelm († 1654)
- Beda Heldt (du 3.07.1654 à 1692)
- Johannes Pfeiffer IX (de 1692 au 19.04.1699)
- Johhanes Speisser X (1699-1711)
- Gregor Matern von Willgottheim (1699-1711)
- Benedictus Ulrich (1719- † 1720)
- Amandus Zimmermann (1720-1766)
- Antonius Gug II (1766-1772)
- Gallus Zängel (1766-1772)
- Cyriakus Spitz (1772-1791)